# Молодость Мазепы (книга)
Молодость Мазепы (укр. Молодість Мазепи)— роман Михаила Старицкого, первая книга, рассказывающая о молодых годах будущего гетмана Украины Ивана Мазепы. Впервые была опубликована в 1898 году в газете «Московский листок», после чего была запрещена к публикации и впервые была переиздана в 1997 году на русском, украинском и английских языках. Причина запрета заключалась в том, что главным героем книги является Иван Степанович Мазепа. В 1997 году книга была переиздана тиражом 10 000 экземпляров.

## Сюжет
О времени написания романа сообщает сам Михаил Старицкий в своем письме к Дмитрию Яворницкому от 10 апреля 1898 года:
«Я теперь пишу великий роман про Мазепу, тільки шо ся тема небезпечна для цензури, а в цензурнім смаку я не напишу»
Сюжет книги посвящён среде, в которой формировалось мировоззрение Ивана Мазепы и которое предопределило его дальнейшие поступки как государственного деятеля. Старицкий подчеркивает, что жизнь Мазепы на хуторе, в простой казацкой семье, где красота природы гармонирует с красотой человеческих отношений, в дальнейшем сравнивалось Мазепой с прогнившими устоями королевского двора в Польше, куда он был направлен на учебу. Отдельным сюжетом описаны отношения Ивана Мазепы с его первой любовью — казачкой Галиной, которая сыграла важную роль в дальнейшей судьбе будущего гетмана.

Иван Мазепа в романе Старицкого — молодой политик-интеллектуал, политик-патриот, дипломат и воин, воюющий умом, а не саблей. Описывая молодость Мазепы, Старицкий объясняет дальнейшие поступки будущего гетмана традициями рода Мазеп и соответствующим воспитанием:
…отец Ивана, Степан Мазепа, все не хотел к Москве прилучаться, с Выговским был заодно… Наш был и телом, и душой, от казаков не отступал, нет!… Мазепы не были перевертнями, зрадныками, и не будут!…"
.

## Критика романа
Описанный образ Ивана Мазепы, который шел вразрез с официальной позицией российского царизма, вызвало опасения у главного редактора «Московского листка», который был вынужден обратиться к Старицкому с предложениям немного «подкорректировать» образ главного героя: 
«Добрейший Михаил Петрович! Простите, что долго не отвечал: дел так много, что не найдется свободной минуты. Николай Иванович (Пастухов, издатель газеты. — В. П.) предлагает продолжить 'Мазепу', но я боюсь одного: на первую половину уже обращено внимание; в первой половине Мазепа — чуть ли не идеальный человек, герой и т. п. Не таков ли он будет и во второй половине романа? Это неудобно, лучше тогда возьмите другую тему; говорю это ради Вас же, чтобы не вышло после нежелательных недоразумений…»
Профессор Владимир Полищук, анализируя роман «Молодость Мазепы» указывает, что роман «создавался так, чтобы у читателя не возникало сомнений о симпатии самого автора к главному герою…», он создает «антиимперское, „антианафемское“ трактование образа гетмана».